# Grafschaft Dijon
Die Grafschaft Dijon ist seit dem 9. Jahrhundert als karolingische Verwaltungseinheit bezeugt. Sie wurde im 10. Jahrhundert vom Bischof von Langres erobert. 1015 kaufte König Robert der Fromme die Stadt Dijon und die Grafschaft Dijon dem Bischof ab und vereinigte sie mit dem Herzogtum Burgund, das 1032 zur Apanage einer jüngeren Linie der Kapetinger wurde.
Eine Vizegrafschaft, die im 11. Jahrhundert die alte Grafschaft ersetzte, wurde bald auf das Quartier de la Madeleine beschränkt und im 13. Jahrhundert schließlich mit dem wachsenden Dijon vereinigt.

## Grafen von Dijon
- ? Isembard, 853–858, Graf von Autun, Graf von Chalon, Graf von Mâcon und Graf von Dijon, Sohn von Guérin, Graf von Auvergne etc.
- ? Humfrid/Onfroi, 858–863, Graf von Autun, Chalon, Mâcon und Dijon, Schwiegersohn von Isembard
- ? Hugues, 881/882 bezeugt, gab Besitz unterhalb der Burg Dijon an die Abtei Saint-Bénigne, vermutlich in der Eigenschaft eines Grafen
- ? Adémar, Missus in Burgund ab 871, Graf von Dijon, Graf von Chalon (878–887)
- Manasses (I.), 912 bezeugt, Graf von Dijon, Vater von Walo, Bischof von Autun, Manasses (II.), und Rainard
- Manasses (II.), † nach 925, Graf von Dijon; ⚭ Ermengarde, 924 bezeugt, wohl Tochter von Boso von Vienne, König von Niederburgund (Buviniden); Eltern von Walo, Hervé, Bischof von Autun, Giselbert, Graf von Autun, Herzog von Burgund, Manasses und wohl Ermengarde, Ehefrau von Graf Letaud II., Graf von Mâcon
- Rodolphe, 958 bezeugt, Graf von Dijon, wohl Bruder von Vizegraf Robert von Dijon, 952 bezeugt (siehe unten)
- Hugues (I.), † 954/58, Graf von Dijon, Sohn von Gebuin, einem (unehelichen) Sohn von Richard der Gerichtsherr, Herzog von Burgund; ⚭ Adalburgis; Eltern von Graf Richard von Dijon, Hugo (II.) von Dijon, Graf von Atuyer, Gebuin von Dijon, Bischof von Chalon und  Odo von Dijon
- Richard, † vor 1007, Graf von Dijon; ⚭ Addita, †nach 1007; Eltern von Létaud de Dijon († vor 1007)

## Vizegrafen von Dijon
- Robert, † wohl 958/960, Vizegraf von Dijon, wohl Bruder von Graf Rodolphe (siehe oben); ⚭ Ingeltrude; Eltern von Lambert, wohl Graf von Chalon, Robert, Vizegraf (Raoul) von Dijon
- Raoul (Rudolph Albus), Vizegraf von Dijon, später Prior von Bèze, wohl Sohn von Vizegraf Robert
- Guy Le Riche, dit Bourguignon, Vizegraf von Dijon 1006, † nach 1054 (Le Riche (Familie))
- Gautier, † nach 1. März 1043, Vizegraf von Dijon 1013–1054, Sohn von Guy Dives/Guy Le Riche
- Thibaut de Beaune, Vizegraf von Dijon; ⚭ NN, Tochter von Vizegraf Gautier
- Gosbert/Jobert (IV.) de La Ferté, † wohl 1153, Vizegraf von Dijon, Sohn von Gosbert/Jobert (II.) de Châtillon, Seneschall der Champagne, und Lucie de Beaune, Tochter von Vizegraf Thibaut; ihre Söhne Erlebaud und Jean starben vor dem Vater
- Sybille de Châtillon, † 1177 Erbin der Vizegrafschaft Dijon, Nicht von Gosbert (IV.); ⚭ Eudes „le Champenois“, † nach 1187, (wohl unehelicher) Sohn von Isabelle de Mâcon, Tochter von Étienne Tête-Hardi, Graf von Mâcon, und wohl Hugues, Graf von Troyes
- Eudes (II.) de Champlitte, † Mai 1204 in Konstantinopel, Vizegraf von Dijon, Sohn von Sybille de Châtillon und Eudes „le Champenois“
- Guillaume (I.) de Champlitte, † 1209, Vizegraf von Dijon, 1205 Fürst von Achaia, Bruder von Eudes (II.)
- Guillaume (II.) de Champlitte, † 28. August 1271, Vizegraf von Dijon, Sohn von Guillaume (I.)
- Guillaume (III.) de Champlitte, † 1273, Sire de Pontailler, Sohn von Guillaume (II.)
- Guillaume (IV.) de Pontailler, † nach 1315, bis 1276 Vizegraf von Dijon, Sohn von Guillaume (III.)
- Guillaume (V.) de Pontailler, † 1337, Herr von Magny-sur-Tille, Sohn von Guillaume (IV.)
- Hugues (I.) de Pontailler, † 1. Januar 1334, Herr von Magny-sur-Tille, Sohn von Guillaume (IV.)
- Jean (I.) de Pontailler, † 1393, (Titular-)Vizegraf von Dijon, Sohn von Hugues (I.)